# Ischnarctia
Ischnarctia är ett släkte av fjärilar. Ischnarctia ingår i familjen björnspinnare.
Kladogram enligt Catalogue of Life:
| Ischnarctia | \| \| Ischnarctia aganice \| \| \| \| \| \| Ischnarctia brunnescens \| \| \| \| \| \| Ischnarctia cinera \| \| \| \| \| \| Ischnarctia cinerea \| \| \| \| |
|             | \| \| Ischnarctia aganice \| \| \| \| \| \| Ischnarctia brunnescens \| \| \| \| \| \| Ischnarctia cinera \| \| \| \| \| \| Ischnarctia cinerea \| \| \| \| |
|             | Ischnarctia aganice |
|             | |
|             | Ischnarctia brunnescens |
|             | |
|             | Ischnarctia cinera |
|             | |
|             | Ischnarctia cinerea |
|             | |